# Nowy cmentarz żydowski w Łabiszynie
Nowy cmentarz żydowski w Łabiszynie – kirkut znajduje się przy ul. Bydgoskiej. Został założony w XIX wieku. W czasie okupacji hitlerowskiej został zdewastowany. Obecnie jest nieogrodzony i nie ma na nim żadnych nagrobków. Ma powierzchnię 1,01 ha.